# Choguel Kokalla Maïga

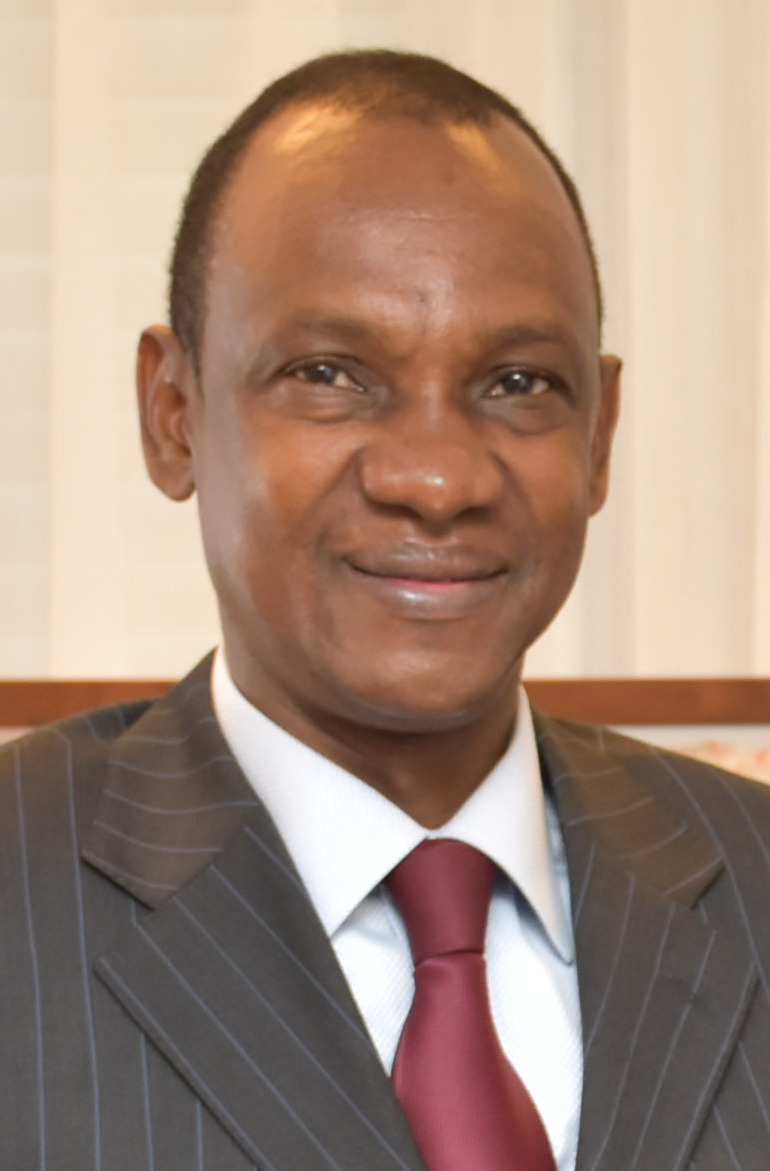
Choguel Kokalla Maïga

Choguel Kokalla Maïga (* 1958 in Tabango, Region Gao) ist ein malischer Politiker (MPR) und amtierender Premierminister von Mali. Er diente in der Regierung als Minister für Industrie und Handel von 2002 bis 2007 und später als Minister für digitale Wirtschaft, Information und Kommunikation von 2015 bis 2016. Am 4. Juni 2021 wurde er vom Putschisten und neu ernannten Übergangspräsidenten, Assimi Goïta, zum amtierenden Premierminister ernannt.

## Leben
Der aus der Region Gao stammende Maïga ist von Beruf Telekommunikationsingenieur und ein enger Vertrauter von Moussa Traoré. Er war früher Mitglied der Jugendunion in seiner Partei. Im Februar 1997 wurde er Vorsitzender der Patriotischen Bewegung für Erneuerung, einer politischen Partei in Mali. Im Jahr 2002 kandidierte er für das Amt des Präsidenten und erhielt im ersten Wahlgang 2,73 % der Stimmen, bevor er sich zurückzog und Amadou Toumani Touré unterstützte. Bei den Parlamentswahlen im selben Jahr schloss er sich der Partei Bewegung für Mali von Ibrahim Boubacar Keïta und dem Nationalkongress für demokratische Initiative an, die beide Teil einer größeren Koalition waren. Maïga war vom 16. Oktober 2002 bis zum 28. April 2004 Minister für Industrie und Handel in der Regierung von Ahmed Mohamed ag Hamani und unter Ousmane Issoufi Maïga behielt er dieses Amt vom 2. Mai 2004 bis zum 27. September 2007. Im Dezember 2005 war Maïga der malische Vertreter bei den WTO-Handelsverhandlungen der Doha-Runde in Hongkong. Bei den Präsidentschaftswahlen 2007 trat Maïga nicht als Kandidat an und unterstützte stattdessen erneut Amadou Toumani Touré. Nach der Wiederwahl von Touré war Maïga bis 2016 in verschiedenen Positionen Minister.
Nach einem Militärputsch im Jahr 2021 wurde Maïga im Juni 2021 zum Premierminister ernannt.
Im September 2021 beschuldigte Choguel Maïga auf dem Podium der Generalversammlung der Vereinten Nationen Frankreich, Mali verlassen zu haben, indem es beschlossen hatte, die Barkhane-Truppe abzuziehen. Er schätzte es auch nicht, von seinen „Partnern“ Paris und der UNO nicht gewarnt worden zu sein.